# Mesó rho
En física de partícules, un mesó rho és una partícula hadrònica, de tipus mesó, corresponent a un triplet d'isoespín amb tres estats de càrregues ρ+, ρ0 i ρ−. Després dels pions i kaons, els mesons rho, amb una massa de 775.45±0.40 MeV, són les partícules compostes més lleugeres que interactuen sota la interacció forta. Contràriament als pions, que són partícules pseudoescalars (spin zero), els mesons rho són mesons vectorials (spin 1).
Els mesons rho tenen una vida mitjana molt curta, amb una amplada de decaïment d'aproximadament 145 MeV amb la característica peculiar que no és descrita per una distribució de Breit–Wigner. La via de desintegració principal dels mesons rho és en un parell de pions amb una fracció de desintegració del 99.9%.
En models efectius de la força nuclear, el mesó rho s'intercanvia entre els nucleons d'un nucli, juntament amb els pions i els mesons Omega. El mesons rho són considerats sovint com a exemple de bosons de gauge d'una simetria de gauge espontàniament trencada, el caràcter local de la qual és emergent (sorgint de la teoria subjacent de la interacció forta, la QCD). Cal notar que aquesta simetria de gauge trencada (a voltes anomenada simetria local amagada) és diferent de la simetria quiral global que actua en els sabors. El terme model sigma-rho no-lineal de Howard Georgi descriu aquest cas de simetria local amagada.

## Composició
En el model de quarks, els mesons rho corresponen a estats lligats d'un quark i un antiquark lleugers (u, d, s) i són una versió excitada dels pions. A diferència del pió (amb espín zero), el mesó rho té espín j = 1 (és a dir, és un mesó vectorial) i, per tant, té una massa més elevada. Aquesta diferència de massa entre els pions i els mesons rho és atribuïda a una interacció hiperfina gran entre el quark i l'antiquark.
| Partícula         | Símbol  | Símbol (antipartícula) | Contingut en quarks                                                      | Massa en repòs (MeV/c²) | IG | JPC | S | C | B' | Vida mitjana (s) | Generalment decau (>5% de decaïments) en |
| ----------------- | ------- | ---------------------- | ------------------------------------------------------------------------ | ----------------------- | -- | --- | - | - | -- | ---------------- | ---------------------------------------- |
| Mesó rho carregat | ρ+(770) | ρ−(770)                | {\displaystyle u{\bar {d}}}                                              | 775.4±0.4               | 1+ | 1−  | 0 | 0 | 0  | ~4.5×10−24       | π± + π0                                  |
| Mesó neutre rho   | ρ0(770) | Mateix                 | {\displaystyle \mathrm {\tfrac {u{\bar {u}}-d{\bar {d}}}{\sqrt {2}}} \,} | 775.49±0.34             | 1+ | 1−− | 0 | 0 | 0  | ~4.5×10−24       | π+ + π−                                  |